# Ridgetop
Ridgetop est une municipalité américaine principalement située dans le comté de Robertson au Tennessee. Selon le recensement de 2010, sa population est de 1 874 habitants.

## Géographie
Selon le Bureau du recensement des États-Unis, la municipalité s'étend en 2010 sur une superficie de 2,91 mille carré (7,54 km2). Une petite partie du territoire de Ridgetop s'étend dans le comté voisin de Davidson, représentant alors 48 habitants sur 0,29 mille carré (0,75 km2).

## Histoire
D'abord rurale et agricole, la localité devient un lieu de villégiature estivale pour la bourgeoisie de Nashville à partir de la fin du XIXe siècle, sous l'impulsion de Dan Blakemore et W. M. McGill. Des trains reliaient alors chaque jour Ridgetop à la capitale du Tennessee. L'église de l'Union de Highland Chapel, de style Queen Anne, est construite en 1906 pour accueillir tous les cultes protestants de ces visiteurs. Elle est inscrite au Registre national des lieux historiques en 1991. La maison de vacances de George O'Bryan, construite en 1893, est également inscrite sur ce registre.
Ridgetop (qui signifie « le sommet de la crête ») doit son nom à sa localisation au sommet de Highland Rim à environ 220 mètres d'altitude.

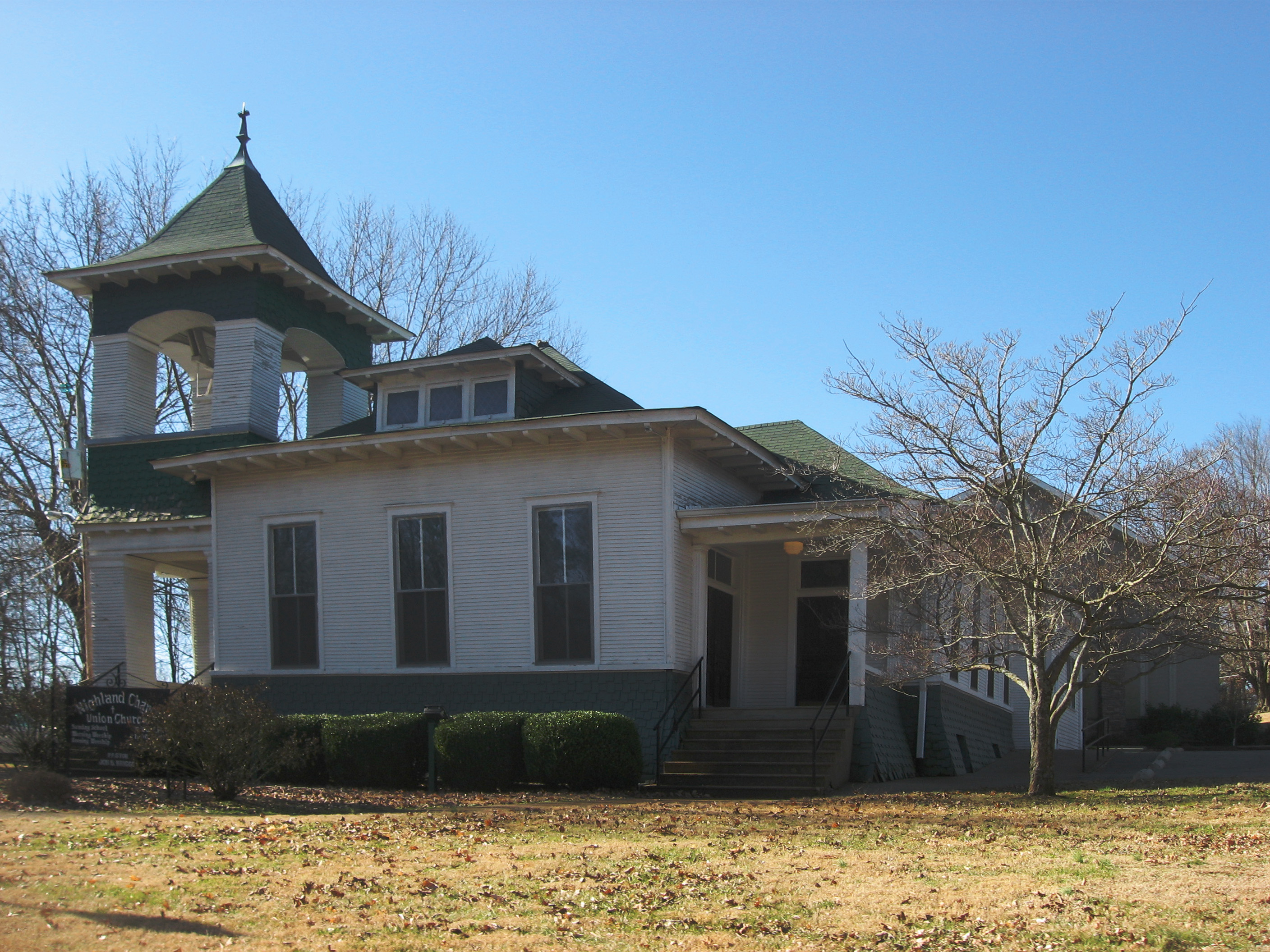
La Highland Chapel Union Church
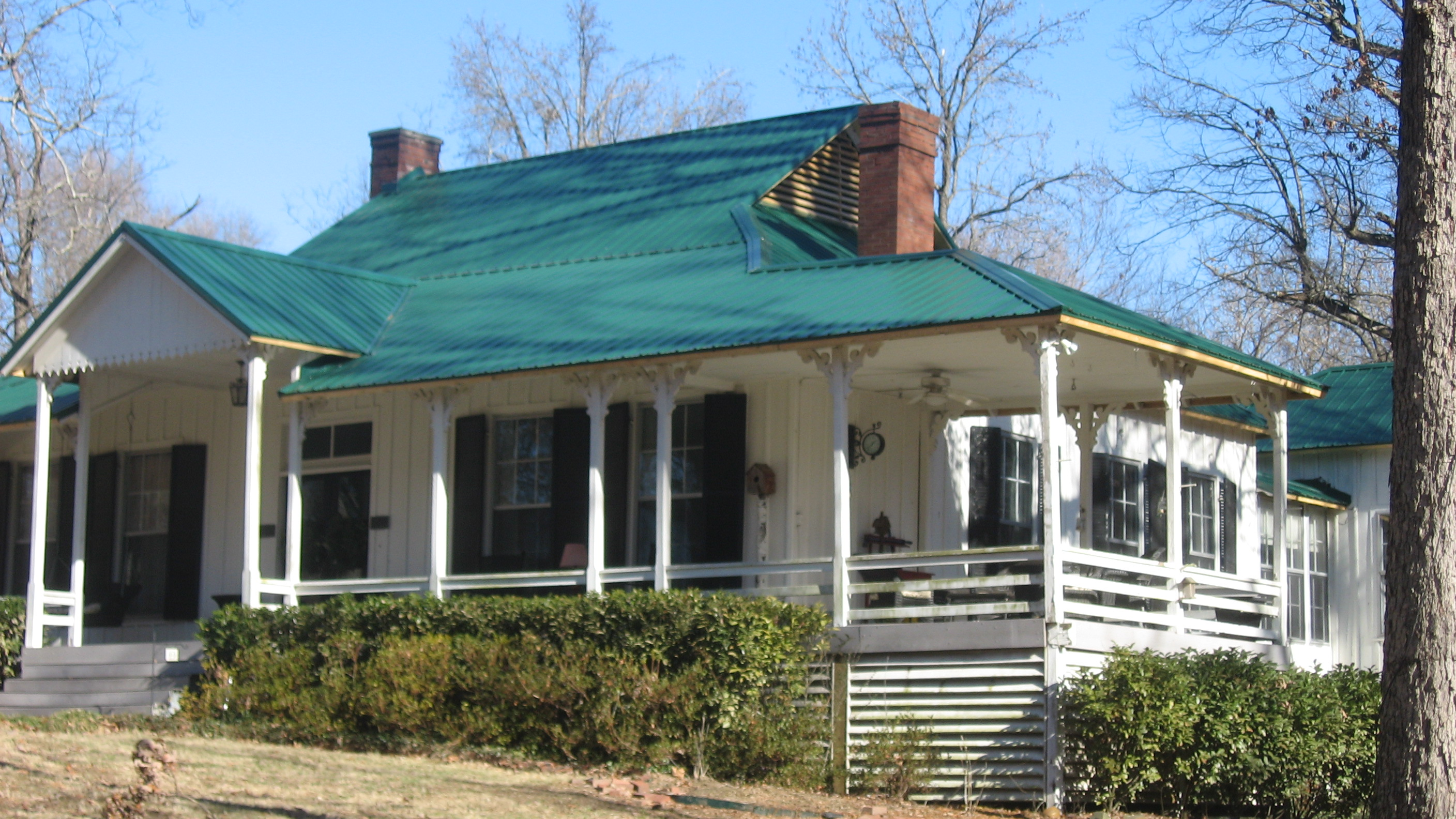
La George O'Bryan House